# Radio Métropole (Haïti)
Radio Métropole est une station de radio francophone haïtienne basée à Port-au-Prince, fondée le 8 mars 1970 par Herbert Widmaier. La station a apporté plusieurs innovations dans le paysage radiophonique du pays, comme la stéréo en 1975. 
Sa programmation est variée et comprend des journaux d'informations, des bulletins, des émissions de variétés, de la musique nationale et internationale, ainsi que des émissions à caractère politique, économique, social et culturel. Les émissions sont diffusées 24 heures sur 24 et 7 jours sur 7 sur la fréquence 100,1 FM et sur son site internet.
En février 2009, la WIBS S.A a créé Télé Métropole, qui couvre la zone métropolitaine sur la chaîne 52. La programmation de cette chaîne de télévision est constituée d'émissions locales traitant de sujets variés tels que la politique, l'économie, le social et la culture. Télé Métropole occupe une place importante dans le panorama médiatique haïtien.